# Férfi 130 kg-os szabadfogású birkózás az 1992. évi nyári olimpiai játékokon
Az 1992. évi nyári olimpiai játékokon a birkózás férfi 130 kg-os szabadfogású versenyszámának selejtezőjét és döntőjét augusztus 4. és 6. között rendezték a Institut Nacional d'Educació Fisica de Catalunyában.

## Eseménynaptár
| Időpont      | Forduló    |
| ------------ | ---------- |
| augusztus 4. | Csoportkör |
| augusztus 6. | Helyosztók |
| augusztus 6. | Döntő      |

## Eredmények
- DQ2: passzivitás miatt mindkét versenyzőt kizárták

### Csoportkör
A birkózókat csoportokba osztották, ahonnan az egymás elleni mérkőzések alapján, a csoportok győztesei mérkőzhetek az aranyéremért, a második helyezettek a bronzéremért. A csoportokban elért eredmények alapján, a csoportok első két helyezettjein kívül, a további legjobb három birkózó mérkőzhetett a helyosztókon.
| A csoport                         |                 |                                   |     |
| Versenyző                         | Eredmény        | Versenyző                         | Kp  |
|                                   |                 |                                   |     |
| 1. forduló                        |                 |                                   |     |
| Rodney Figueroa (PUR)             | 0-3             | Pak Szongha (Park Seong-Ha) (KOR) | 0/3 |
| Honda Tamon (JPN)                 | 0-3 (kétvállas) | Ali Reza Soleimani (IRI)          | 0/4 |
| Mor Wade (SEN)                    | 0-4 (kétvállas) | Jeffrey Thue (CAN)                | 0/4 |
| Mahmut Demir (TUR)                | 4-1             | Tomasz Kupis (POL)                | 3/1 |
| 2. forduló                        |                 |                                   |     |
| Rodney Figueroa (PUR)             | 3-2             | Honda Tamon (JPN)                 | 3/1 |
| Pak Szongha (Park Seong-Ha) (KOR) | 0-5 (kétvállas) | Ali Reza Soleimani (IRI)          | 0/4 |
| Mor Wade (SEN)                    | 0-3 (kétvállas) | Mahmut Demir (TUR)                | 0/4 |
| Jeffrey Thue (CAN)                | 6-0             | Tomasz Kupis (POL)                | 3/0 |
| 3. forduló                        |                 |                                   |     |
| Rodney Figueroa (PUR)             | 0-0 (kétvállas) | Ali Reza Soleimani (IRI)          | 0/4 |
| Pak Szongha (Park Seong-Ha) (KOR) | 0-5             | Jeffrey Thue (CAN)                | 0/3 |
| Mahmut Demir (TUR)                | erőnyerő        |                                   |     |
| 4. forduló                        |                 |                                   |     |
| Mahmut Demir (TUR)                | 2-1             | Ali Reza Soleimani (IRI)          | 3/1 |
| Jeffrey Thue (CAN)                | erőnyerő        |                                   |     |
| 5. forduló                        |                 |                                   |     |
| Jeffrey Thue (CAN)                | 1-0             | Mahmut Demir (TUR)                | 3/0 |
| Ali Reza Soleimani (IRI)          | erőnyerő        |                                   |     |
| 6. forduló                        |                 |                                   |     |
| Ali Reza Soleimani (IRI)          | 0-0 DQ2         | Jeffrey Thue (CAN)                | 0/0 |
| Mahmut Demir (TUR)                | erőnyerő        |                                   |     |

| A csoport |                             |                     |   |    |   |    |    |
| H         | Név                         | Nemzet              | M | Gy | V | Kp | Tp |
| 1.        | Jeffrey Thue                | Kanada (CAN)        | 5 | 4  | 1 | 13 | 16 |
| 2.        | Mahmut Demir                | Törökország (TUR)   | 4 | 3  | 1 | 10 | 9  |
| 3.        | Ali Reza Soleimani          | Irán (IRI)          | 5 | 3  | 2 | 13 | 9  |
| 4.        | Pak Szongha (Park Seong-Ha) | Dél-Korea (KOR)     | 3 | 1  | 2 | 3  | 3  |
| 5.        | Rodney Figueroa             | Puerto Rico (PUR)   | 3 | 1  | 2 | 3  | 3  |
| 6.        | Honda Tamon                 | Japán (JPN)         | 2 | 0  | 2 | 1  | 2  |
| 7.        | Tomasz Kupis                | Lengyelország (POL) | 2 | 0  | 2 | 1  | 1  |
| 8.        | Mor Wade                    | Szenegál (SEN)      | 2 | 0  | 2 | 0  | 0  |

| B csoport                               |                 |                                         |     |
| Versenyző                               | Eredmény        | Versenyző                               | Kp  |
|                                         |                 |                                         |     |
| 1. forduló                              |                 |                                         |     |
| Juraj Štěch (TCH)                       | 3-6             | David Gobedzsisvili (EUN)               | 1/3 |
| Kiril Barbutov (BUL)                    | 1-9             | Bruce Baumgartner (USA)                 | 1/3 |
| Gombos Zsolt (HUN)                      | 0-4             | Andreas Schröder (GER)                  | 0/3 |
| Vang Csun-kuang (Wang Chunguang ) (CHN) | erőnyerő        |                                         |     |
| 2. forduló                              |                 |                                         |     |
| Vang Csun-kuang (Wang Chunguang ) (CHN) | 9-1 (kétvállas) | Juraj Štěch (TCH)                       | 4/0 |
| David Gobedzsisvili (EUN)               | 7-1             | Kiril Barbutov (BUL)                    | 3/1 |
| Bruce Baumgartner (USA)                 | 8-0             | Gombos Zsolt (HUN)                      | 3/0 |
| Andreas Schröder (GER)                  | erőnyerő        |                                         |     |
| 3. forduló                              |                 |                                         |     |
| Andreas Schröder (GER)                  | 0-0 (kétvállas) | Vang Csun-kuang (Wang Chunguang ) (CHN) | 4/0 |
| David Gobedzsisvili (EUN)               | 0-3             | Bruce Baumgartner (USA)                 | 0/3 |
| 4. forduló                              |                 |                                         |     |
| Andreas Schröder (GER)                  | 3-4             | David Gobedzsisvili (EUN)               | 1/3 |
| Vang Csun-kuang (Wang Chunguang ) (CHN) | 0-5 (kétvállas) | Bruce Baumgartner (USA)                 | 0/4 |
| 5. forduló                              |                 |                                         |     |
| Andreas Schröder (GER)                  | 0-7             | Bruce Baumgartner (USA)                 | 0/3 |
| David Gobedzsisvili (EUN)               | erőnyerő        |                                         |     |

| B csoport |                                   |                         |   |    |   |    |    |
| H         | Név                               | Nemzet                  | M | Gy | V | Kp | Tp |
| 1.        | Bruce Baumgartner                 | Egyesült Államok (USA)  | 5 | 5  | 0 | 16 | 32 |
| 2.        | David Gobedzsisvili               | Egyesített Csapat (EUN) | 4 | 3  | 1 | 9  | 17 |
| 3.        | Andreas Schröder                  | Németország (GER)       | 4 | 2  | 2 | 8  | 7  |
| 4.        | Vang Csun-kuang (Wang Chunguang ) | Kína (CHN)              | 3 | 1  | 2 | 4  | 9  |
| 5.        | Kiril Barbutov                    | Bulgária (BUL)          | 2 | 0  | 2 | 2  | 2  |
| 6.        | Juraj Štěch                       | Csehszlovákia (TCH)     | 2 | 0  | 2 | 1  | 4  |
| 7.        | Gombos Zsolt                      | Magyarország (HUN)      | 2 | 0  | 2 | 0  | 0  |

### Helyosztók
| Versenyző                         | Eredmény     | Versenyző                               | Kp  |
| --------------------------------- | ------------ | --------------------------------------- | --- |
|                                   |              |                                         |     |
| 9. helyért                        |              |                                         |     |
| Rodney Figueroa (PUR)             | 0-11         | Kiril Barbutov (BUL)                    | 0/3 |
| 7. helyért                        |              |                                         |     |
| Pak Szongha (Park Seong-Ha) (KOR) | 0-9          | Vang Csun-kuang (Wang Chunguang ) (CHN) | 0/3 |
| 5. helyért                        |              |                                         |     |
| Ali Reza Soleimani (IRI)          | visszalépett | Andreas Schröder (GER)                  |     |

### Döntők
| Versenyző          | Eredmény | Versenyző                 | Kp  |
| ------------------ | -------- | ------------------------- | --- |
|                    |          |                           |     |
| Bronzmérkőzés      |          |                           |     |
| Mahmut Demir (TUR) | 0-4      | David Gobedzsisvili (EUN) | 0/3 |
| Döntő              |          |                           |     |
| Jeffrey Thue (CAN) | 0-8      | Bruce Baumgartner (USA)   | 0/3 |

### Végeredmény
| Helyezés    | Név                               | Nemzet            |
| ----------- | --------------------------------- | ----------------- |
| Arany       | Bruce Baumgartner                 | Egyesült Államok  |
| Ezüst       | Jeffrey Thue                      | Kanada            |
| Bronz       | David Gobedzsisvili               | Egyesített Csapat |
| 4.          | Mahmut Demir                      | Törökország       |
| 5.          | Andreas Schröder                  | Németország       |
| 6.          | Ali Reza Soleimani                | Irán              |
| 7.          | Vang Csun-kuang (Wang Chunguang ) | Kína              |
| 8.          | Pak Szongha (Park Seong-Ha)       | Dél-Korea         |
| 9.          | Kiril Barbutov                    | Bulgária          |
| 10.         | Rodney Figueroa                   | Puerto Rico       |
| helyezetlen | Honda Tamon                       | Japán             |
| helyezetlen | Juraj Štěch                       | Csehszlovákia     |
| helyezetlen | Tomasz Kupis                      | Lengyelország     |
| helyezetlen | Gombos Zsolt                      | Magyarország      |
| helyezetlen | Mor Wade                          | Szenegál          |